# 横根村
横根村（よこねむら）は、かつて愛知県知多郡にあった村。

## 歴史
- 1889年（明治22年）10月1日 - 町村制により横根村が発足。
- 1906年（明治39年）5月1日 - 大府村、吉田村、共和村、北崎村、長草村と森岡村の一部[1]が合併し、大府村発足。同日横根村は廃止。